# Accidente del Harrier II en Villagarcía de la Torre en 1991
El accidente del Harrier II en Villagarcía de la Torre en 1991 es un accidente aéreo de un McDonnell Douglas AV-8B-6-MC Harrier II con indicativo "Biscuit" perteneciente al Escuadrón WMA-223 del Cuerpo de Marines de Estados Unidos, que tuvo lugar el 11 de noviembre de 1991 durante un vuelo rutinario de entrenamiento a baja cota. El avión transportaba únicamente a su piloto, que resultó muerto. El aparato despegó de la Base de Rota, ocurriendo el accidente en el pueblo de Villagarcía de la Torre poco antes de las 11:00 horas. 

## Descripción del accidente

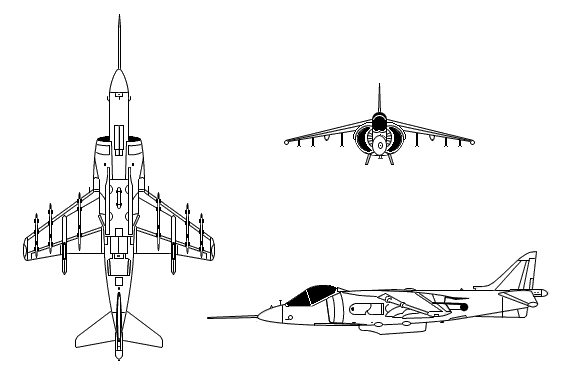
McDonnell Douglas AV-8B Harrier II

Una pareja de Harrier II que formaba parte de un destacamento desplegadoen el portaaviones USS Wasp (LHD 1) con base en Cherry Point, Carolina del Norte, efectuaba un vuelo rutinario de entrenamiento a baja cota cuando el aparato con identificador 162727 experimentó problemas con los alerones del control de alabeo. Los testigos aseguraron haber escuchado una primera explosión y contemplado después el avión dirigiéndose hacia las casas. El piloto consiguió evitar una tragedia mayor desviando la aeronave hasta las afueras del pueblo. El Harrier sobrevoló a escasos metros algunos tejados de la localidad (tan cerca que se llevó por delante una chimenea) remontando ligeramente el vuelo aunque sin superar una línea de tendido eléctrico, que cruzó por debajo de los cables. Se escuchó una segunda explosión y el avión estalló envuelto en llamas al tiempo que un paracaídas anaranjado intentaba desprenderse del aparato, que en ese momento volaba ya invertido. Avión y paracaídas chocaron contra el suelo a solo 300 m. de las casas en el conocido como "Cerro de la Horca", arrastrando en su caída una alambrada que servía de valla. Ninguno de los restos encontrados superaba los 50 cm de longitud.

## Víctimas

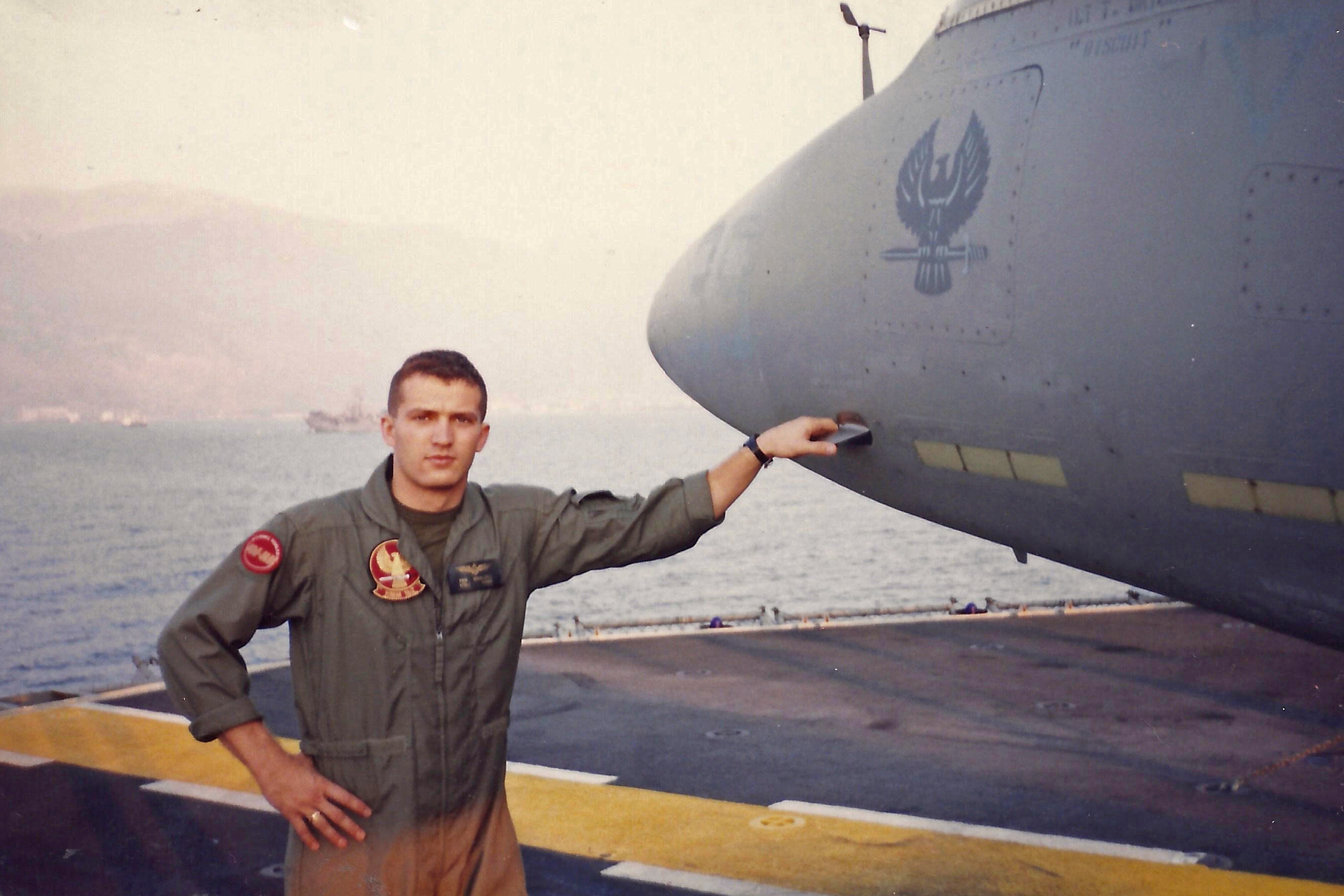
El capitán Thomas P. Driscoll junto al aparato siniestrado.

El único tripulante del aparato, el piloto Thomas P. Driscoll, de 26 años, capitándel Cuerpo de Marines de los Estados Unidos, falleció instantáneamente debido al impacto y posterior explosión. Originario de Rochester, Nueva York, prestaba servicio desde 1987, tras haberse graduado en la Universidad de Villanova gracias a una beca del Cuerpo de entrenamiento de Oficiales de la Reserva Naval (NROTC). Ostentaba la Medalla de Servicio en la Defensa Nacional. Estaba prometido y tenía programada su boda para día de San Valentín de 1992, solo tres meses después del accidente.

## Causa
La investigación determinó que el accidente fue causado por un problema con los alerones de alabeo  pero no ofreció ninguna explicación para la falla del paracaídas. El modelo arrastraba una luctuosa estadística de accidentes sobre la que el piloto "no se sentía intimidado", según declaraciones posteriores de su propio padre al periódico "Los Angeles Times", en uno de los artículos que el diario dedicó al tema y por los que obtuvo el Premio Pulitzer: "Su mentalidad era que no haría nada que pudiera ponerlo en peligro".